# 플랭크 (운동)

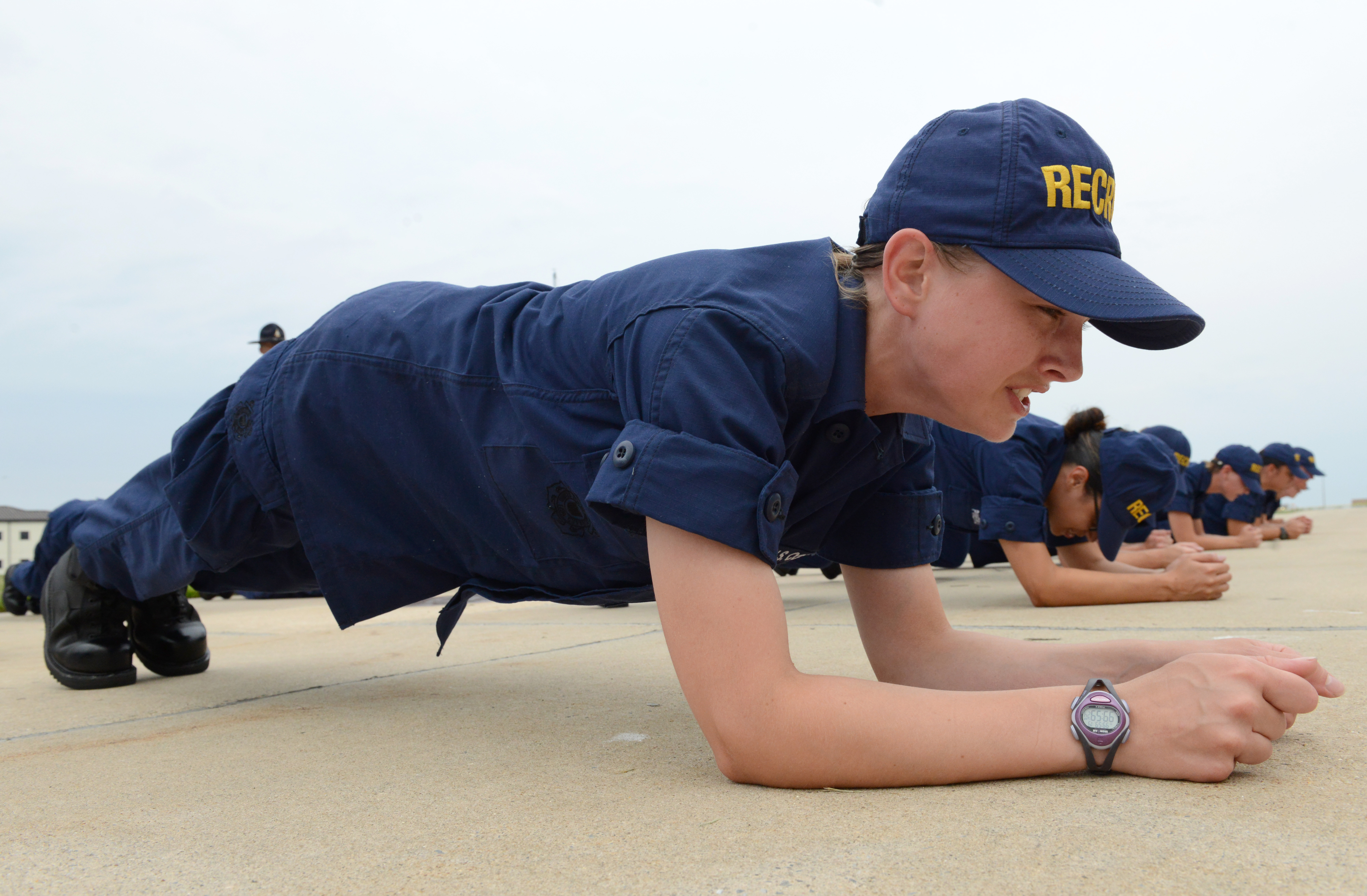
미국 해안 경비대에서 플랭크를 취하고 있다.

플랭크(plank, front hold, hover, abdominal bridge)는 가능한 최대 시간 동안 팔굽혀펴기와 비슷한 자세를 유지하는 것을 수반하는 등척성 체간근 근력 운동으로, 코어운동의 기본으로 꼽힌다.

## 세계 기록
기네스 세계기록에 따르면 프론트 플랭크(front plank), 팔꿈치 받침을 한 기준으로 플랭크를 가장 오랜 시간 한 기록이 8시간 15분 15초로, 2020년 2월 20일 미국 해병대의 참전용사 조지 후드가 세웠다.

## 갤러리

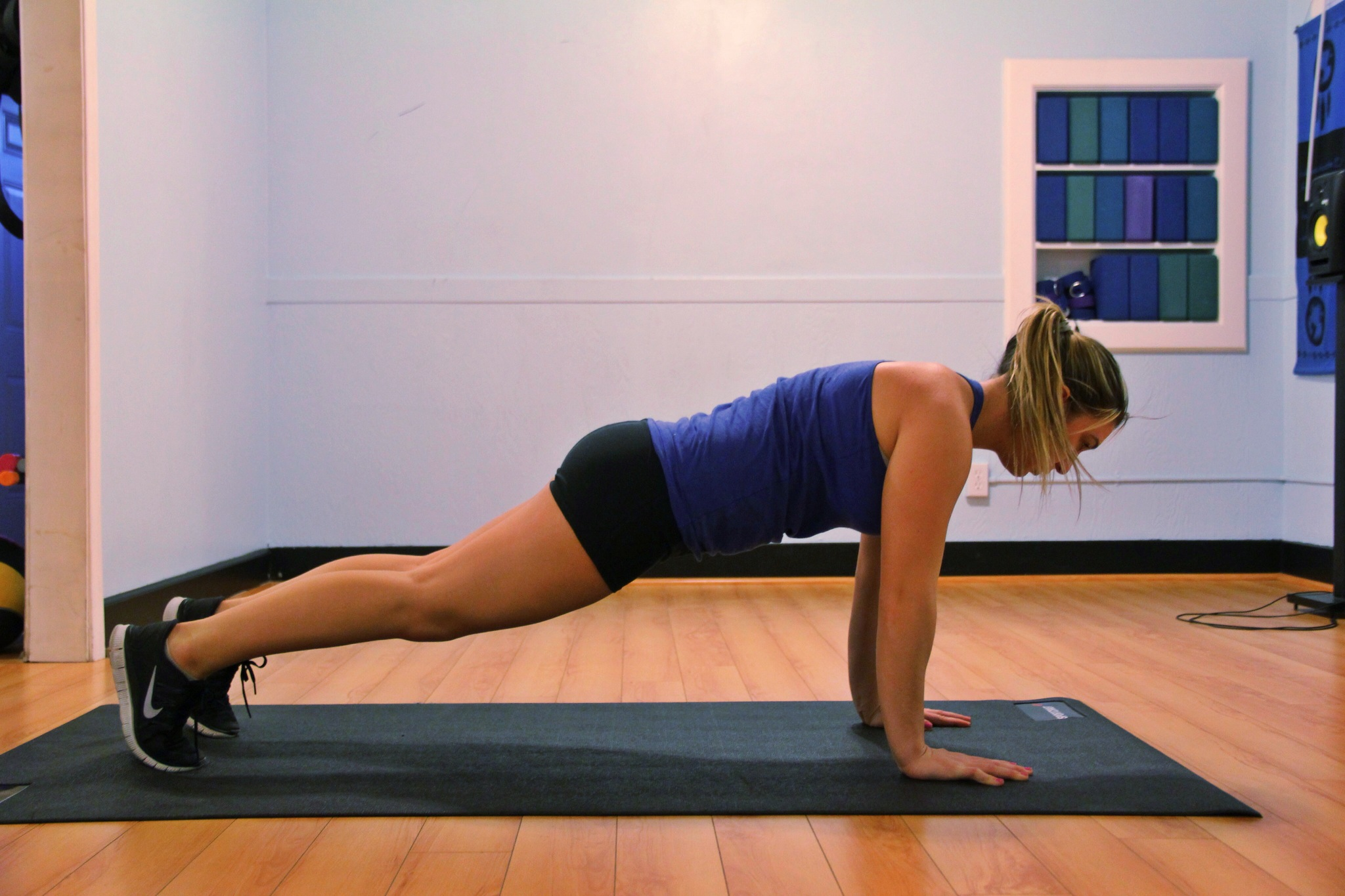
Extended plank
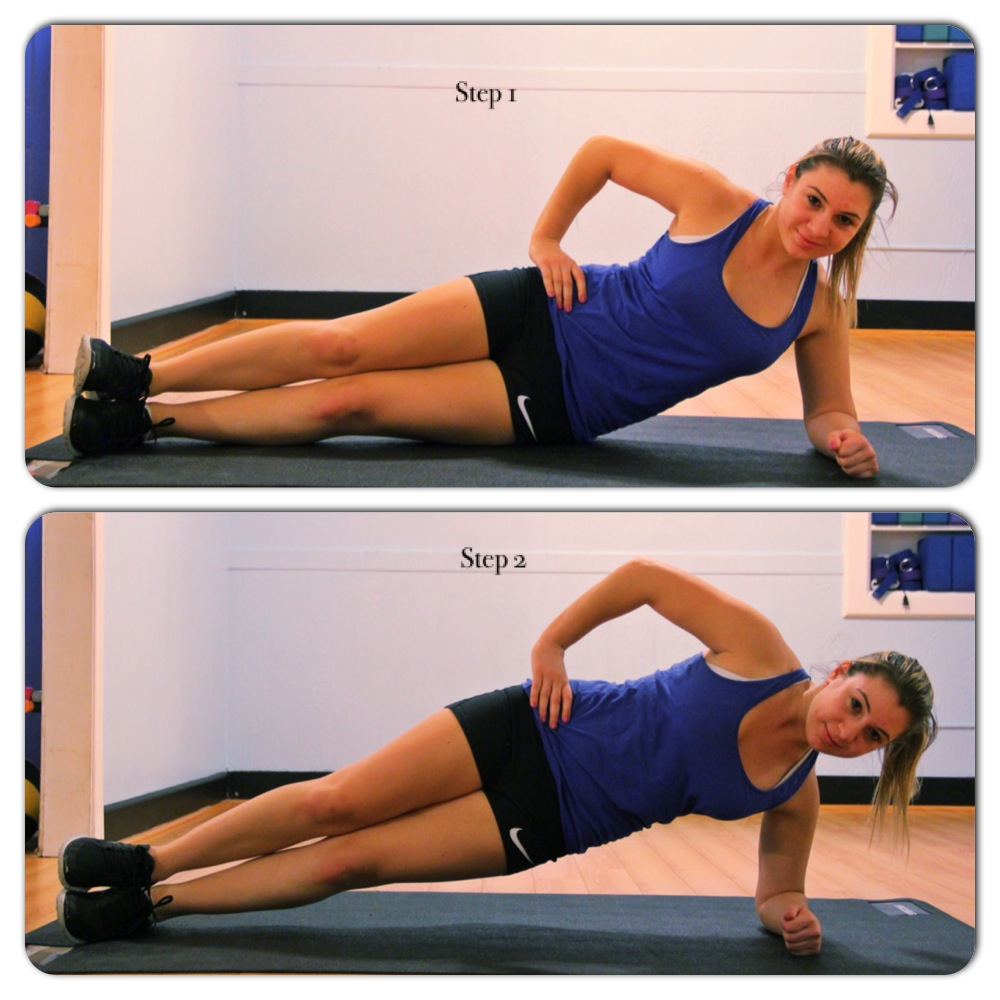
Side plank step by step
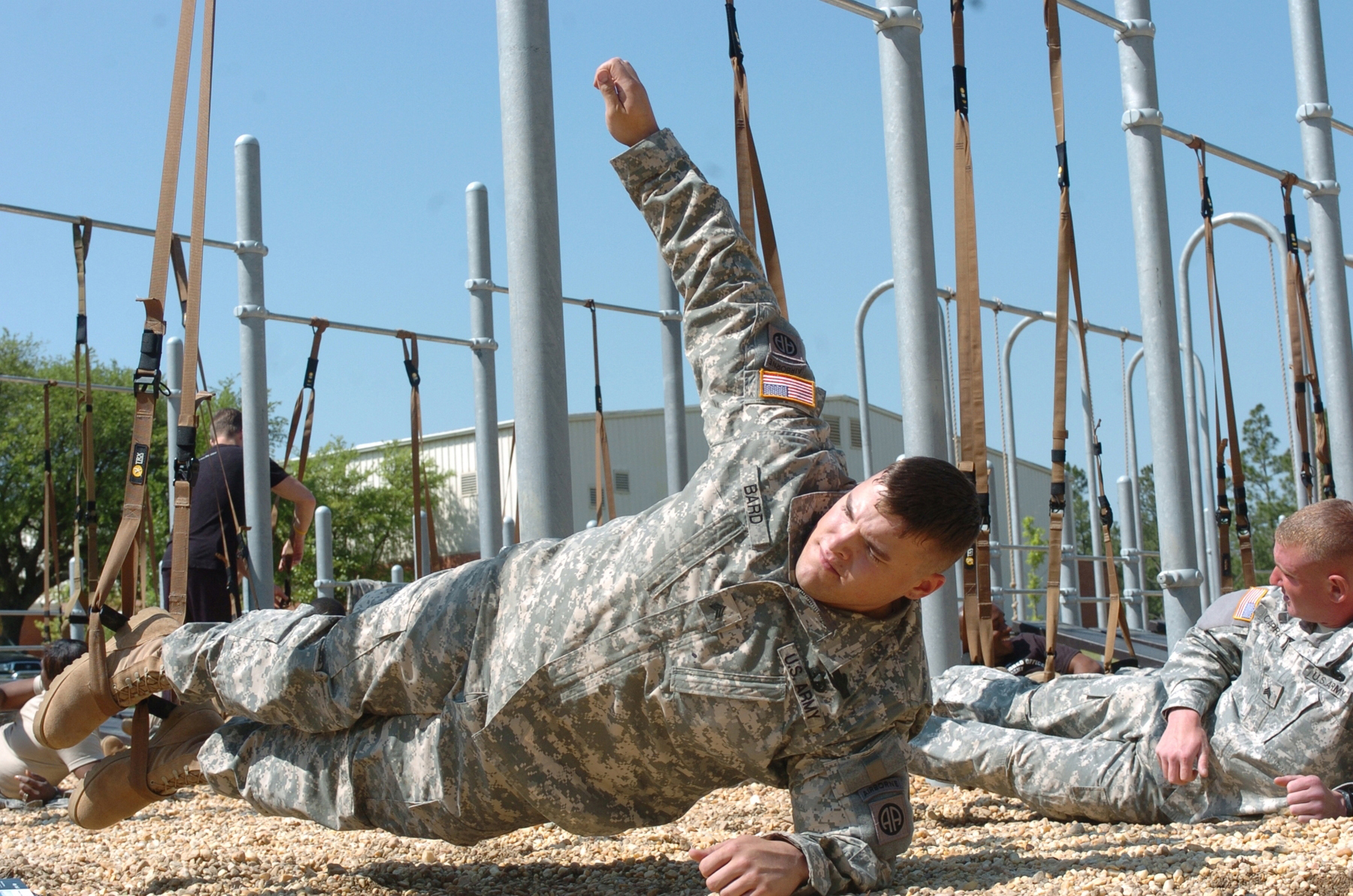
Modified side plank
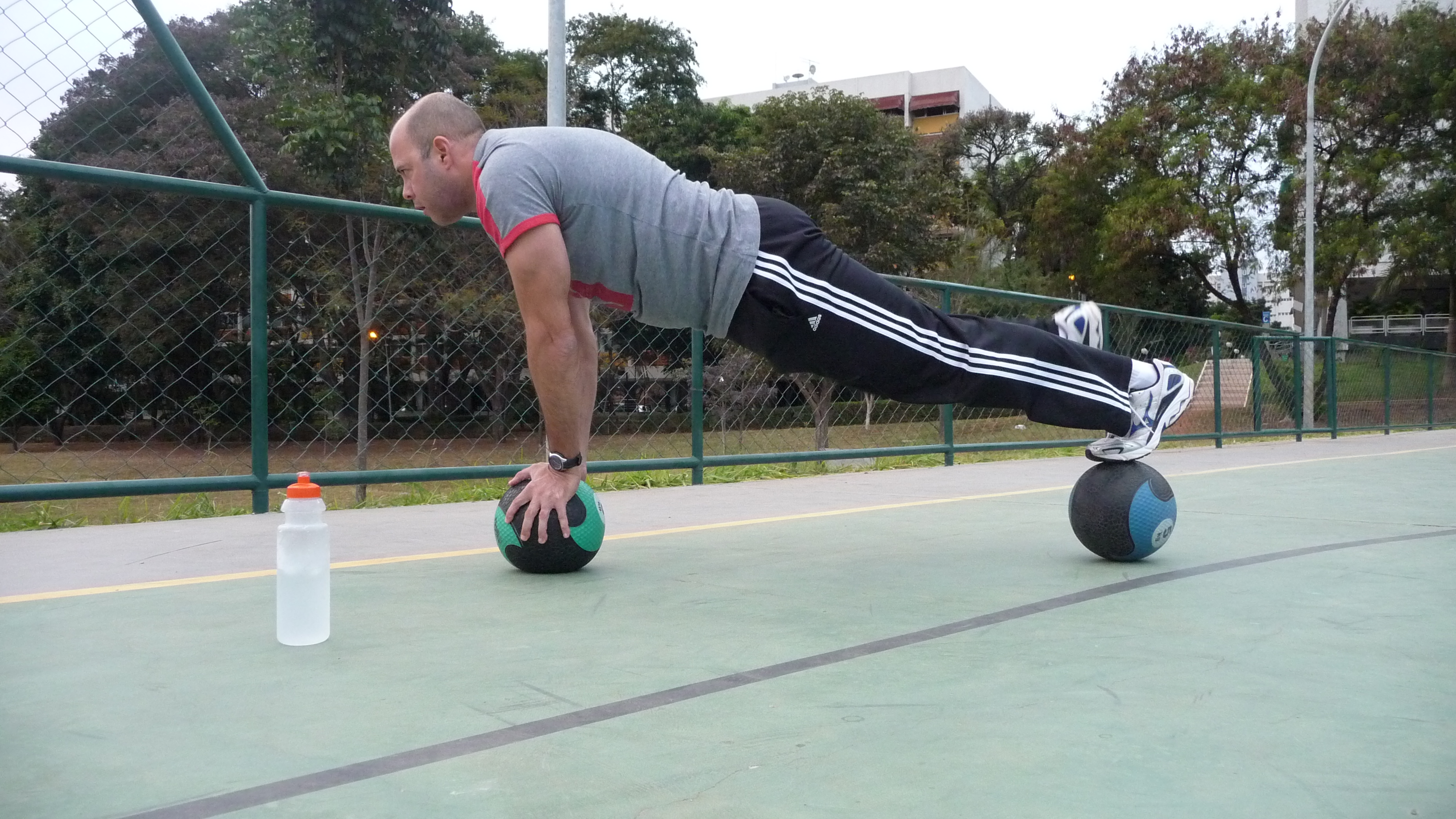
메디슨볼 플랭크

## 같이 보기
- 크런치 (운동)
- 윗몸 일으키기